# سام براندون
سام براندون (بالإنجليزية: Sam Brandon)‏ هو لاعب كرة قدم أمريكية أمريكي، ولد في 5 يوليو 1979 في توليدو في الولايات المتحدة.

## وصلات خارجية
- سام براندون على موقع مرجع كرة القدم المحترفة.كوم (الإنجليزية)